# Loffo Camara

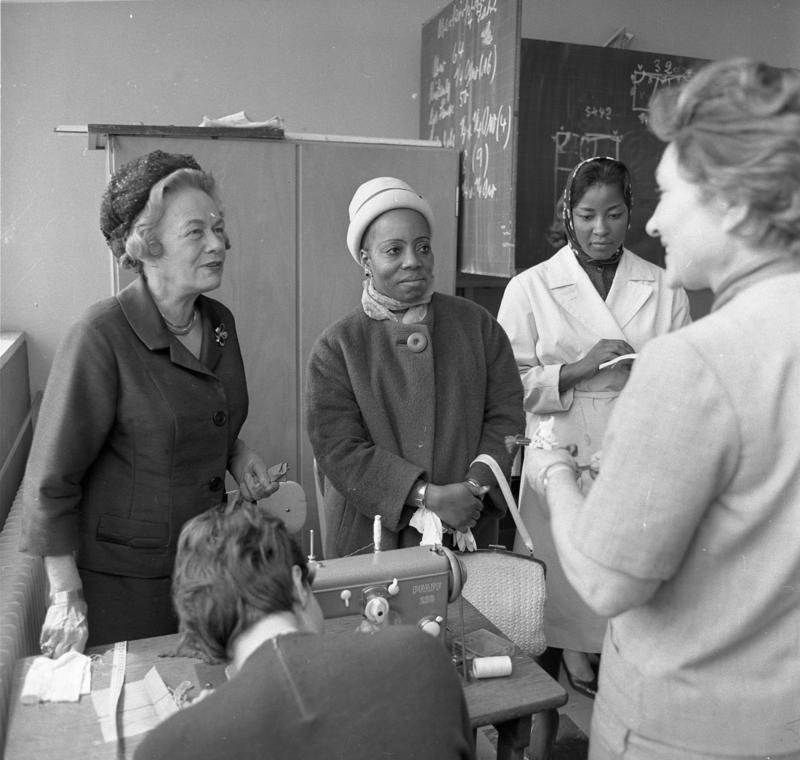
Loffo Camara (Mitte) auf einem Staatsbesuch in der Bundesrepublik Deutschland, gemeinsam mit Bundespräsidentengattin Wilhelmine Lübke

Loffo Camara (* 1925 in Französisch-Westafrika; † 25. Januar 1971 im Gefängnis Matoto, Conakry, Guinea) war eine guineische Politikerin und Mitglied des Politbüros der Ersten Guineischen Republik. Nach Konflikten mit Staatspräsident Ahmed Sékou Touré wurde sie von allen Ämtern ausgeschlossen, später verhaftet und hingerichtet.

## Leben
Loffo Camara wurde um 1925 in der französischen Kolonie Französisch-Westafrika geboren. Sie hatte eine Ausbildung als Hebamme.
Im Zuge der aufkeimenden antikolonialen Bewegung in der damaligen Kolonie schloss sich Camara der 1947 gegründeten Demokratischen Partei Guineas (PDG) in Macenta an. Im Zuge der von Sékou Touré ausgerufenen Unabhängigkeit 1958 erlangte sie ein Mandat in der Nationalversammlung Guineas und wurde Mitglied des Zentralkomitees der PDG. Sie übernahm die Aufgaben der Staatssekretärin für Soziale Angelegenheiten zwischen 1961 und 1968.
Auf dem Parteikongress im November 1962 schloss sich Camara einem Antrag an, der forderte, dass Mitglieder des Politbüros bereits bestehende, aktive Parteimitglieder und von allen Mitgliedern gewählt werden müssten. Der Antrag, der abgelehnt wurde, reichten die Antragsstellenden aufgrund der Ernennung von Toumany Sangare und Fodéba Keita zu Politbüromitglieder ein – beide waren Freunde des Präsidenten Sékou Touré und hatten vorher keinerlei Positionen innerhalb der Partei. Nach dem achten Parteitag der PDG 1967 konsolidierte Sékou Touré seine Macht, ernannte sich zum Führer der guineischen Revolution und verkleinerte das Politbüro von 15 auf 7 Mitglieder. Camara verlor ihre Position.
Nach einem Angriff der portugiesischen Kolonialtruppen im Dezember 1970, wurde Camara unter dem Vorwurf des Landesverrats festgenommen. Sie wurde zunächst in ein Gefängnis nach Kindia, und später, am 24. Januar 1971, nach Conakry gebracht. Am 25. Januar 1971 wurde sie im Gefängnis Matoto hingerichtet.